# (7696) Liebe
Pour les articles homonymes, voir Liebe.
(7696) Liebe est un astéroïde de la ceinture principale.

## Description
(7696) Liebe est un astéroïde de la ceinture principale. Il fut découvert le 10 mai 1988 à La Silla par Werner Landgraf. Il présente une orbite caractérisée par un demi-grand axe de 2,72 UA, une excentricité de 0,03 et une inclinaison de 3,7° par rapport à l'écliptique.

## Compléments